# 行木孝夫
行木 孝夫（なみき たかお）は、日本の数学者。学位は、博士（理学）。北海道大学大学院教授。

## 学歴
- 1986年　千葉県立佐倉高等学校卒業。
- 1987年　東京大学教養学部理科二類入学。
- 1992年　東京大学教養学部基礎科学科第一卒業
- 1994年　東京大学大学院理科学研究科修士課程修了。
- 1995年　東京大学大学院理科学研究科博士課程単位取得。

## 職歴
- 千葉県出身。
- 2019年4月-2020年3月　千歳科学技術大学非常勤講師。
- 2013年11月　北海道大学附属図書館研究開発室兼務。
- 2015年4月　北海道大学電子科学研究所社会創造数学研究センター兼務。
- 2018年1月　北海道大学数理・データサイエンス教育研究センター兼務。
- 2019年7月　北海道大学大学院理学研究院数学部門教授

## 書籍等出版物
- 今野紀雄, 井手勇介『量子ウォークの新展開 : 数理構造の深化と応用』培風館、2019年。ISBN 9784563011628。
- 津田一郎, KUBO Hideo, 斉藤朝輝, 行木孝夫, 中村文彦, 藤堂真登, 渡部大志, TOYOKAWA Hisayoshi, 塚田啓道, 黒田茂, 山口明宏, 山口裕「複雑系数理の新展開 : 津田一郎教授退職記念研究集会報告集」『Hokkaido University technical report series in mathematics（北海道大学数学講究録）』第172巻、Department of Mathematics, Hokkaido University、2018年1月、1-63頁、CRID 1390290699771707904、doi:10.14943/81533、hdl:2115/68097。
- 『CHiLO Book Library 入門微分積分学』2013年9月・NPO CCC-TIES
- 京都大学数理解析研究所, 戸瀬信之, 行木孝夫「ポータルの試験実装とメタデータ仕様(紀要の電子化と周辺の話題)」『数理解析研究所講究録』第1463巻、京都大学数理解析研究所、2006年、4-12頁、CRID 1130000798067453440、hdl:2433/47996。
- 行木孝夫, 畠山元彦「北大の実験と可能性 : メタデータ交換プロトコルOAI-PMHに準拠したe-printサーバ構築 (電子情報交換に関する最近の話題)」『数理解析研究所講究録』第1446巻、京都大学数理解析研究所、2005年8月、40-57頁、CRID 1050845760458592128、hdl:2433/47648、ISSN 1880-2818。

## 受賞
- 2016年11月 The 4th international symposium on computing and networeking Best Poster Paper Award 行木孝夫、齋藤健
- 2014年5月 情報知識学会 第10回論文賞(2013)　青山俊弘、山地一禎、池田大輔、行木孝夫